# Stag
Stag, es una miniserie británica transmitida del 27 de febrero del 2016 hasta el 12 de marzo del 2016 por medio de la cadena BBC Two. La serie fue creada por Jim Field Smith y George Kay.

## Historia
La miniserie sigue a ocho hombres jóvenes que van a un viaje de caza en las tierras altas de Escocia para realizar una despedida de soltero a Johnners. Ian, el hermano de la novia inmediatamente cree que es ridículo, pero permanece en el grupo debido a que le ha prometido a su hermana que cuidará de su prometido. El padrino Ledge, contrata a un guardián durante el juego, sin embargo conforme este va progresando las cosas comienzan a empeorar cuando se dan cuenta de que están siendo asesinados uno por uno por un cazador misterioso.

## Personajes

### Personajes principales
| Actor                  | Personaje   | N.º de episodios | Duración |
| ---------------------- | ----------- | ---------------- | -------- |
| Stephen Campbell Moore | Johnners    | 3                | 2016     |
| JJ Feild               | Ledge       | 3                | 2016     |
| Jim Howick             | Ian         | 3                | 2016     |
| Amit Shah              | Mex         | 3                | 2016     |
| Rufus Jones            | Cosmo       | 3                | 2016     |
| Amanda Abbington       | Fran        | 2                | 2016     |
| James Cosmo            | El Guardián | 2                | 2016     |
| Sharon Rooney          | Brodie      | 2                | 2016     |
| Christiaan Van Vuuren  | Christoph   | 2                | 2016     |
| Pilou Asbæk            | Neils       | 1                | 2016     |
| Tom Davis              | Chef        | 1                | 2016     |
| Ruta Gedmintas         | Sophie      | 1                | 2016     |
| Tim Key                | Aitken      | 1                | 2016     |
| Reece Shearsmith       | Wendy       | 1                | 2016     |

### Personajes secundarios
| Actor              | Personaje       | N.º de episodios | Duración |
| ------------------ | --------------- | ---------------- | -------- |
| Gilly Gilchrist    | Taxista         | 2                | 2016     |
| Lasco Atkins       | Cook            | 1                | 2016     |
| Dan Renton Skinner | Duncan Galloway | 1                | 2016     |

## Episodios
La miniserie estuvo conformada por tres episodios.

## Producción
La miniserie fue dirigida y producida por Jim Field Smith, contó con la participación del editor David Webb y la cinematografía estuvo a cargo de Rob Kitzmann. 
La música estuvo a cargo de Trond Bjerknes y contó con la participación de los escritores Jim Field Smith y George Kay.